# آندری اگورچف
آندری اگورچف (روسی: Андрей Николаевич Егорчев) بازیکن والیبال اهل روسیه، عضو سابق تیم ملی والیبال روسیه که در المپیک ۲۰۰۴ یکی از اعضای تیم میل روسیه بود و به مدال برنز دست یافت.